# مي بلان
مي بلان هو ألبوم تردد أن نيللي فرتادو تعمل على تسجيله عام 2006 باللغات اللاتينية مثل الإسبانية والبرتغالية لتثبت حبها إلى جذورها البرتغالية. كما تردد أن فرتادو تعاملت مع الملحن ذاته الذي لحن لجنيفر لوبيز ألبومها الإسباني الذي أصدر في بداية عام 2006. اختلفت الأقاويل حول هذا الألبوم فمنهم من يرجح أنه سيكون ألبوم بوب إنجليزي كامل إكمالاً للنجاح الرهيب الذي رافق ألبومها لووس ومنهم من يرجح كونه ألبوم لاتيني كامل ومنهم من قال أن فرتادو سوف تطرح الألبوم الإنجليزي ثم الألبوم الإسباني اتباعاً للفنانة الأمريكية جنيفر لوبيز التي قامت بالخطة ذاتها في 2007. خطط أخرى تسربت إلى الإنترنت حول الألبوم حيث سربت فرتادو إلى مجلة Flare أنها سوف تقوم بتسجيل دويتو غنائي مع الفنانة الأسترالية كايلي مينوج كانت سوف تطرح في ألبوم كايلي X ولكنها ألغيت ومن المتوقع صدورها في ألبوم نيللي فرتادو الرابع. أما الخطة الأخرى فهي حول أغنية مع فنان أسترالي أيضاً هو كيث أوربان زوج الأسترالية نيكول كيدمان الحالي وفنان الجاز المعروف في تجربة فرتادو الثانية لغناء هذا الفن بعد أغنية Quando, Quando, Quando مع الفنان الكندي العريق مايكل ببليه وهذا يدل على أن فرتادو لديها النية لاختراق السوق الأسترالية الموسيقية واختراق الأذن التي تحب فن الجاز. خطة أخرى حول هذا الألبوم تسربت وهي شائعة لم يتم تحديد صحتها حتى الآن وهي أغنية هيب هوب بعنوان Parnoid مما يدل استمرار فرتادو في التعامل مع الملحن تمبالاند والأغنية بمشاركة مغنية الراب ميسي إليوت في تعاملها الثاني مع فرتادو بعد أغنية دو إت ومع الفنان ماقوو الأخ الأكبر لتمبالاند في تعاونهما الأول.

## الأغاني المتوقع إصدارها في الألبوم
| الرقم | الأغنية                              | الكاتب                    |
| ----- | ------------------------------------ | ------------------------- |
| 1     | "Paranoid" بمشاركة ميسي إليوت وماغوو | فرتادو / دانجا / تمبالاند |
| 2     | "Crowd Control" بمشاركة جستن تمبرليك | فرتادو / دانجا / تمبالاند |
| 3     | "Go"                                 | فرتادو / دانجا / تمبالاند |
| 4     | "I Am"                               | فرتادو / دانجا / تمبالاند |
| 5     | "Show" بمشاركة تمبالاند              | فرتادو / دانجا / تمبالاند |
| 6     | "Chill Boy"                          | فرتادو / دانجا / تمبالاند |
| 7     | "Weak"                               | فرتادو / دانجا / تمبالاند |
| 8     | "Stars"                              | فرتادو / دانجا / تمبالاند |
| 9     | "Pretty Boy"                         | فرتادو / دانجا / تمبالاند |
| 10    | "Hands In The Air"                   | فرتادو / دانجا / تمبالاند |
| 11    | "Distractions" بمشاركة كايلي مينوغ   | فرتادو / دانجا / تمبالاند |
| 12    | "Minge For You" بمشاركة كيث يوربان   | فرتادو / دانجا / تمبالاند |
| 13    | "Der Grosse Preis"                   | فرتادو / دانجا / تمبالاند |
| 14    | "Runaway"                            | فرتادو / دانجا / تمبالاند |
| 15    | "Vice" بمشاركة كيث يوربان            | فرتادو / دانجا / تمبالاند |
| 16    | "Unpredictable"                      | فرتادو / دانجا / تمبالاند |

## وصلات خارجية
- مي بلان على موقع ميتاكريتيك (الإنجليزية)
- مي بلان على موقع أول موفي (الإنجليزية)
- Nelly Furtado official website
- Kylie Minogue makes comeback
- Urban flies 8,000 miles to sing with Furtado